# Quidditch genom tiderna
Quidditch genom tiderna är bok om spelet quidditch: hur man spelar, olika lag och olika kvastar med deras funktioner.
Boken har givits ut av J.K. Rowling under pseudonymen Kennilworthy Whisp. Till skillnad från Harry Potter-böckerna är Quidditch genom tiderna och Fantastiska vidunder och var man hittar dem inte illustrerade av Alvaro Tapia utan av J.K. Rowling själv. Dessutom går alla intäkter från boken till välgörenhetsorganisationen Comic Relief.